# フルムーン探偵
『フルムーン探偵』（フルムーンたんてい）は、1982年から1984年までテレビ朝日系「土曜ワイド劇場」で放送されたテレビドラマシリーズ。全2回。主演は藤田まこと。

## キャスト

### 主要人物
野呂真太郎
演 - 藤田まこと
夫。元刑事。
野呂佳江
演 - 三ツ矢歌子
妻。推理マニア。

### ゲスト
第1作「じゅく年夫婦探偵 新婚旅行は殺人旅行」（1982年）
- 岩谷由利子（倭子の娘） - 西崎みどり
- 鹿島朝之助（佐渡の富豪） - 大木実
- 砂場倭子（鹿島の妻） - 八木昌子
- 松原たまき（鹿島の愛人） - 佐野アツ子
- 岩谷好則（由利子の夫） - 日の下金太郎
- 清水久美（鹿島の愛人） - 高野洋子
- 鳥居（新潟県警警部補） - 柳川清
- 松田（相川警察署刑事） - 水上保広
- 小木（相川警察署長） - 伊波一夫
- 刑事 - 平井靖
- 漁師 - 東悦次
- 医者 - 松田勝利
- 喫茶店マスター - 松尾勝人
- チンピラ - 萩原広行、福山龍次
- 暴走族 - 利倉亮、宇佐美徳典、笹木智之
- 女店員 - 畑志津子

第2作「フルムーン探偵 日本三景めぐり」（1984年）
- 稲村和夫 - 藤木悠
- 稲村勢津子（稲村の妻） - 赤座美代子
- 辻友吉 - 藤岡重慶
- 高見沢稔 - 船戸順
- 高見沢綾乃（高見沢の妻） - 絵沢萠子
- 土井春美（ツアーコンダクター） - 佐藤万理
- 辻光代（辻の妻） - 速水典子
- 磯貝（広島県警宮浜署警部補） - 鈴木淳
- ヤクザ - 筑波健、東悦次
- 渡辺義治（ツアー参加者） - 伊波一夫
- 渡辺スミ子（渡辺の妻） - 服部明美
- 高木隆一（ツアー参加者） - 丸尾好広
- 石田（刑事） - 萩原弘行
- 記者 - 松尾勝人、鍋島浩
- 女中 - 藤原弘美
- 巡査 - 尾崎隆夫

## スタッフ
- 原作 - 和久峻三
- 脚本 - 篠崎好
- 監督 - 前田陽一、広瀬襄
- プロデューサー - 桜井洋三、奥田哲雄
- 制作 - 朝日放送、松竹

## 放送日程
| 話数 | 放送日         | サブタイトル                        | 原作                     | 脚本   | 監督     | 視聴率 |
| ---- | -------------- | ----------------------------------- | ------------------------ | ------ | -------- | ------ |
| 1    | 1982年07月24日 | じゅく年夫婦探偵 新婚旅行は殺人旅行 | 『鬼太鼓は殺しのリズム』 | 篠崎好 | 前田陽一 | 18.4%  |
| 2    | 1984年10月20日 | フルムーン探偵 日本三景めぐり       |                          | 篠崎好 | 広瀬襄   | 19.8%  |